# Splenectomia
La splenectomia è l'intervento chirurgico di asportazione della milza.

## Storia
Il primo medico a tentare una splenectomia fu Zaccarella allievo di Princelsus a Palermo nel 1549, successivamente ci provò il tedesco Karl Quittenbaum (1826), tuttavia Plinio il Vecchio asserisce che già gli atleti del suo tempo si facevano rimuovere la milza per diminuire il dolore dovuto allo sforzo. La prima operazione di successo si deve al francese Jules-Émile Péan (1867).
Il 20 settembre 1881 si svolse la prima splenectomia effettuata con successo in Italia, eseguita dal Dottor Fernando Franzolini.

## Indicazioni
L'asportazione della milza può essere indicata in situazioni di urgenza, come ad esempio nei traumi addominali con rottura o spappolamento della milza, per evitare il rischio di imponente emorragia intraperitoneale, o nella trombosi della vena splenica.
In altre situazioni, l'intervento viene eseguito in elezione, come ad esempio:
- anemie emolitiche con emolisi splenica, come la sferocitosi ereditaria
- nei casi piastrinopenia con aumentata distruzione di piastrine nella milza per un meccanismo autoimmune come nella porpora trombocitopenica idiopatica
- nei linfomi (Hodgkin e non Hodgkin) ai fini di stadiazione della malattia
- in presenza di cisti parassitarie
- negli aneurismi dell'arteria splenica
- nei casi di tumore della milza
- negli ascessi splenici[2]
- in alcune forme di malaria e di tubercolosi.

In altre situazioni ancora, la splenectomia viene praticata a completamento di alcuni interventi sul cardias, sullo stomaco (gastrectomia totale) o sul pancreas (pancreatectomia).
In passato, nelle indicazioni alla splenectomia si dava molta importanza all'ipersplenismo, cioè all'iperattività della milza che portava alla distruzione eccessiva di cellule del sangue. Oggi si sa che la maggior parte dei casi di ipersplenismo sono secondari alla cirrosi epatica quando il sangue, non riuscendo più a circolare adeguatamente nel fegato, si riversa nella milza, ad esso collegata attraverso un importante sistema vascolare. La milza, attraversata da maggior quantità di sangue, elimina allora con eccessiva efficienza le cellule del sangue invecchiate.
Questa indicazione alla splenectomia è stata pertanto oggetto di controversie ed oggi è stata quasi del tutto abbandonata.

## Procedura chirurgica
Nei casi di interventi di elezione, la procedura attualmente più eseguita è la laparoscopia. Questa è possibile quando la milza non è eccessivamente ingrandita ed è esclusa la presenza di tessuto splenico accessorio. L'intervento chirurgico "a cielo aperto" è necessario nelle procedure d'urgenza, quando l'imminente o già avvenuta rottura traumatica della milza fa sospettare il versamento di sangue all'interno della cavità peritoneale ed è necessario comunque esplorare l'integrità degli altri visceri e organi addominali. Entrambe le procedure necessitano di anestesia totale.

## Complicanze
La tecnica chirurgica (sia tradizionale che in laparoscopia) è abbastanza sicura e ampiamente sperimentata; le complicanze sono in genere dovute alla situazione di fondo che ha determinato la necessità della splenectomia più che all'intervento stesso.
Alla splenectomia fa generalmente seguito un caratteristico aumento delle piastrine, che raggiunge il massimo a 7-14 giorni di distanza dall'intervento, poi decresce gradualmente, ma che può esporre a trombosi e tromboflebiti.
A distanza di tempo dalla splenectomia, il paziente è comunque esposto ad una maggiore sensibilità alle infezioni da parte di batteri capsulati (pneumococco, meningococco), pertanto è necessario vaccinare i pazienti che dovranno andare incontro a splenectomia e sottoporli ad antibioticoterapia prolungata nel caso dovessero sottoporsi a cure dentarie o altre procedure cruente, al fine di evitare la possibilità di setticemie anche fatali.

## Prognosi
La prognosi varia a seconda della malattia di partenza, ad esempio nel caso della porpora trombocitopenica il tasso di guarigione si dimostra alto, arrivando all'80%.
Diminuisce la temperatura corporea a causa dell'assenza di anticorpi.